# Helbert Frederico Carreiro da Silva
Helbert Frederico Carreiro da Silva, meglio noto come Fred (Belo Horizonte, 8 agosto 1979), è un ex calciatore brasiliano, di ruolo attaccante.

## Carriera

### Brasile
Fred inizia la sua carriera nella sua città natale. Ha giocato nell'Olympic Barbacena, nel Tupi, nell'America FC e nel Guarani.

### Melbourne Victory
Nel 2006 è passato al club australiano del Melbourne Victory e, nonostante una sospensione di tre giornate per una presunta gomitata, è stato uno degli standouts della stagione 2006-2007 della A-League. La sua popolarità aumenta quando è apparso in una pubblicità televisiva per le mutande. È stato votato miglior giocatore della A-League. Nella finale della A-League del 2007 contro l'Adelaide United, ha fatto quattro assist sui cinque gol di Archie Thompson.

### DC United
Dopo la stagione al Melbourne Victory, Fred si è trasferito al D.C. United, squadra della Major League Soccer.
Fece il suo debutto il 3 aprile 2007 contro i Chivas de Guadalajara in una partita di semifinale della CONCACAF Champions League.

### Wellington Phoenix
Il 14 novembre 2008, è stato ceduto in prestito al club neozelandese del Wellington Phoenix. Egli era in programma di giocare sei partite per il Wellington Phoenix prima di ritornare al D.C. United per la prossima stagione. Nella sua terza partita, ha segnato il suo primo gol, contro l'Adelaide United, anche se il Wellington Phoenix ha comunque perso 6-1. Il 10 dicembre 2008, Fred tornò in Brasile a causa della morte improvvisa del padre e il 18 dicembre ha annunciato che non sarebbe tornato al Wellington Phoenix per completare il suo contratto, infatti soltanto ha giocato soltanto tre delle sue sei partite in programma.

### Philadelphia Union
Il 13 gennaio 2010, Fred è stato ceduto al Philadelphia Union.

### Melbourne Hearts
Il 20 giugno 2011 torna in Australia al Melbourne Hearts.

## Palmarès

### Competizioni nazionali
- Campionato australiano: 1

Melbourne Heart: 2006-2007
- MLS Supporters' Shield: 1

D.C. United: 2007
- Lamar Hunt U.S. Open Cup: 1

D.C. United: 2008